# Rotterdamsche Oude
De Rotterdamsche Oude is een omstreeks 2010 ontstaan Nederlands merk Goudse kaas die gemaakt wordt in Bodegraven door handelshuis en kaasspecialist Zijerveld van FrieslandCampina.
De kaas heeft een rijpingstijd van tussen de 36, 55 of 100 weken. Voor oude kaas geldt doorgaans een rijpingstijd van 10 tot 12 maanden (44 tot 52 weken).
Rotterdam had tot voor kort geen eigen kaas. En er was sinds 1985 wel een kaas met Amsterdam in de naam: Old Amsterdam. Daarom namen naar verluidt enkele Rotterdamse ondernemers het initiatief een Rotterdamse kaas te laten maken.  Voor het beeldmerk van deze nieuwe kaas, "De Rotterdamsche Oude", gebruikte men de kleuren en andere kenmerken van Rotterdam, om de recent bedachte kaas de uitstraling te geven van een typisch en traditioneel Rotterdams product.

## Assortiment
Naast verschillende typen Goudse kaas is ook geitenkaas onder de naam Rotterdamsche Oude verkrijgbaar, evenals andere producten, zoals mosterd, olie, noten en port.

## Prijzen
De oude Goudse kaas vergaarde diverse prijzen. In 2019 won de 55 weken variant van De Rotterdamsche Oude de eerste prijs tijdens het Wereldkampioenschap voor kazen. In 2020 eindigde deze kaas eveneens als eerste bij de Gouda Cheese Awards en hetzelfde jaar weer in de categorie 'beste oude Goudse kaas van de wereld' tijdens de internationale kaaswedstrijd  World championship cheese contest in Wisconsin.

## Sponsoring
Om het merk meer naamsbekendheid te geven is in 2022 besloten dat De Rotterdamsche Oude partner werd van de Jumbo-Visma schaatsploeg. 